# 黄龙镇 (大余县)
黄龙镇，是中华人民共和国江西省赣州市大余县下辖的一个乡镇级行政单位。

## 行政区划
黄龙镇下辖以下地区：
黄龙村、灵潭村、头塘村、新村、豪塘村、旱田村、长胜村、叶敦村、大合村和大龙村。